# Farmington, Maine
Farmington är en kommun (town) i Franklin County i delstaten Maine, USA med 7 410 invånare (2000). Den har enligt United States Census Bureau en area på totalt 145,1 km² varav 0,5 km² är vatten. Farmington är administrativ huvudort (county seat) i Franklin County.  